# Joaquín Guzmán Loera
Joaquín Archivaldo Guzmán Loera, også kendt som "El Chapo" (født 4. marts 1954), er leder af det internationale narkotika-kartel 'Alianza de Sangre', også kendt som Sinaloa-kartellet. Han er en af de mægtigste narkotikabaroner i Mexico og formentlig i hele verden.
Guzmán har i lange perioder været en af de mest eftersøgte personer i verden. Magasinet Forbes har anslået, at han har en formue på omtrent 1 milliard USD.
Den 23. februar 2014 meddelte Mexicos regering, at "El Chapo" var blevet taget til fange under en politiaktion i den mexikanske ferieby Mazatlan. Det lykkedes Guzmán at flygte fra fængsel den 11. juli 2015.
Han fik et halvt år i frihed inden han igen blev fanget den 8. januar 2016. Den 19. januar 2017 blev han udleveret til retsforfølgelse i USA. Under det første retsmøde på Manhattan erklærede han sig "ikke skyldig" i alle anklager.